# Macarena Pérez
Macarena Valentina Pérez Grasset (* 19. Dezember 1996 in Santiago de Chile) ist eine chilenische BMX-Freestyle-Fahrerin in der Variante Park.

## Sportlicher Werdegang
Pérez fing im Alter von 11 Jahren mit dem BMX-Fahren an, zusammen mit ihrem Bruder. 2017, bei den erstmals ausgetragenen Urban-Cycling-Weltmeisterschaften, qualifizierte sie sich fürs Finale, konnte dort aber nicht mehr antreten. Im Folgejahr brachte sie es erneut ins Finale, und 2019 schließlich gewann sie die Silbermedaille hinter Hannah Roberts. Der Erfolg kam für sie nach eigener Aussage überraschend und bedeutete zugleich die Qualifikation für die Olympischen Spiele 2020.
2021 eröffnete sie den olympischen BMX-Freestyle-Wettkampf in der Qualifikation und brachte damit die erste Darbietung dieser Sportart in der olympischen Geschichte. Im Finale belegte sie den achten Platz. 2022 siegte sie bei den Südamerikaspielen, 2023 bei den Panamerika-Meisterschaften, wo sie schon zuvor mehrfach vordere Plätze eingenommen hatte. Im Dezember des Jahres wurde sie zudem erste chilenische Meisterin dieser Disziplin. Bei ihrer zweiten Olympiateilnahme 2024 kam sie auf Platz fünf.
Im UCI-BMX-Freestyle-Weltcup belegte Pérez 2017 und 2024 mehrfach Podiumsplätze. Ihr bestes Resultat im Gesamtklassement war der dritte Platz 2017.

## Erfolge
2019
 Weltmeisterschaften
 Panamerikanische Spiele
2021
 Panamerika-Meisterschaften
2022
 Südamerikaspiele
2023
 Panamerika-Meisterin
 Chilenische Meisterin
 Panamerikanische Spiele
2024
 Panamerika-Meisterin